# Ondarroa
Ondarroa – gmina w Hiszpanii, w prowincji Biskaja, w Kraju Basków, o powierzchni 3,54 km². W 2011 roku gmina liczyła 8838 mieszkańców.